# Jaeger 70
Jaeger 70 ist eine Rotweinsorte. Sie entstand aus einer natürlichen Kreuzung zwischen den Wildreben Vitis lincecumii und Vitis rupestris. Der gebürtige Schweizer Hermann Jaeger, der nach Neosho in die Vereinigten Staaten von Amerika auswanderte, selektionierte aus dieser Kreuzung die besten Exemplare und entwickelte daraus die Sorte Jaeger 70. Er persönlich widmete diese Sorte seinem Freund und Rebzüchter Thomas Volney Munson und nannte sie Munson. Dennoch ist die Sorte unter der Selektionsnummer 70 geläufiger geblieben.
Von Bedeutung ist die Sorte mit den weiblichen Blüten bei der Züchtung von Hybridreben zur Bekämpfung der Reblaus. Die bekannten französischen Züchter Albert Seibel, Couderc und Contassot nutzen sie häufig als Basis. Im gewerblichen Weinbau spielt sie keine Rolle.
Synonyme: Munson
Abstammung: Vitis lincecumii × Vitis rupestris